# بلیرستون (آیووا)
بلایرستون (به انگلیسی: Blairstown) شهری در ایالت آیووا کشور ایالات متحده آمریکا است که جمعیت آن در سرشماری سال ۲۰۱۰ میلادی، ۶۹۲ نفر بوده‌است.